# 妙浄寺
妙浄寺（みょうじょうじ）は、岡山県岡山市北区建部町建部上（備前国岡山領津高郡建部上村の一部、御津郡上建部村）にある日蓮宗の寺院。山号は法住山。旧本山は建部成就寺、奠師法縁（奠統会）。
旧建部町には建部藤田山成就寺（もと本寺）、白玉山龍渕寺、柏尾山眞淨寺、慧日山妙福寺、池本山孝德寺、鶴田山定林寺、泉福山妙泉寺、正順山妙圓寺、江久山蓮光寺、等がある。

## 歴史
七社八幡宮の社記によると文明年中（1469年 – 1487年）松田の家臣・宇垣勘兵衛の建立に係る法住山妙浄寺は別当坊社僧とあるためこの頃の建立と考えられる。永正年間（1504年 – 1521年）玉松金川城主松田元成により天台宗から日蓮宗に改宗された。
寛文6年（1666年）岡山藩主池田光政時代の宗教政策（寛文法難）による住僧の還俗により一時廃寺となった。
その後再興され現在に至る。昭和47年（1972年）災害によって本堂が全壊し庫裡も半壊した。現在の本堂は昭和56年（1981年）に再建されたもの。

## 境内
- 本堂

## アクセス
- 福渡駅より徒歩21分